# Совет Министров Казахской ССР (1959)
Список Совета Министров Казахской ССР образованного 27 марта 1959 г. постановлением Верховного Совета Казахской ССР.

## Руководство
1. Председатель Совета Министров Казахской ССР — Кунаев, Динмухамед Ахмедович.
2. Первый заместитель Председателя Совета Министров Казахской ССР — Мельник, Григорий Андреевич.
3. Заместитель Председателя Совета Министров Казахской ССР — Слажнев, Иван Гаврилович.
4. Заместитель Председателя Совета Министров Казахской ССР — Омарова, Зауре Садвакасовна.
5. Заместитель Председателя Совета Министров Казахской ССР, министр иностранных дел Казахской ССР — Закарин, Аскар Закарьевич.
6. Заместитель Председателя Совета Министров Казахской ССР, Председатель Государственной плановой комиссии Казахской ССР — Мельников, Леонид Георгиевич.

## Министры
1. Министр внутренних дел Казахской ССР — Кабылбаев, Шракбек.
2. Министр геологии  охраны недр Казахской ССР — Богатырёв, Александр Степанович.
3. Министр здравоохранения Казахской ССР — Карынбаев, Сибугатулла Рыскалиевич.
4. Министр культуры Казахской ССР — Канапин, Амир Канапинович.
5. Министр связи Казахской ССР — Носков, Александр Алексеевич (политик).
6. Министр сельского хозяйства Казахской ССР — Рогинец, Михаил Георгиевич.
7. Министр Финансов Казахской ССР — Атамбаев, Утешкали Дуйсенгалиевич.
8. Министр хлебопродуктов Казахской ССР — Карпенко, Михаил Пантелеевич.
9. Министр автомобильного транспорта Казахской ССР — Жуков, Леонид Георгиевич.
10. Министр коммунального хозяйства Казахской ССР — Кононенко, Даниил Фадеевич.
11. Министр просвещения Казахской ССР — Шарипов, Ади Шарипович.
12. Министр социального обеспечения Казахской ССР — Бультрикова, Балжан.
13. Министр строительства Казахской ССР — Кротов, Александр Петрович.
14. Министр торговли Казахской ССР — Ильяшев, Рымбек Ильяшевич.
15. Министр юстиции Казахской ССР — Султанов, Клычбай.

## Председатели и начальники
1. Председатель Комиссии советского контроля Совета Министров Казахской ССР — Жусупов, Абжан Суйкумбаевич.
2. Начальник главного управления водного хозяйства при Совете Министров Казахской ССР — Сарыкулов, Дуйсенкул.
3. Начальник Главного управления шоссейных дорог при Совете  Министров Казахской ССР — Шведенко, Виктор Кузьмич.